# Liste des marquis de Bristol
Liste des marquis de Bristol classés par ordre chronologique :
| Nom                                       | Date de naissance | Marquis à partir du | Date de décès   |
| ----------------------------------------- | ----------------- | ------------------- | --------------- |
| Frederick Hervey (1er marquis de Bristol) | 2 octobre 1769    | 1826                | 15 février 1859 |
| Frederick Hervey (2e marquis de Bristol)  | 15 juillet 1800   | 15 février 1859     | 30 octobre 1864 |
| Frederick Hervey (3e marquis de Bristol)  | 28 juin 1834      | 30 octobre 1864     | 7 août 1907     |
| Frederick Hervey (4e marquis de Bristol)  | 1863              | 7 août 1907         | 1951            |
| Herbert Hervey (5e marquis de Bristol)    | 10 octobre 1870   | 1951                | 5 avril 1960    |
| Victor Hervey (6e marquis de Bristol)     | 6 octobre 1915    | 5 avril 1960        | 10 mars 1985    |
| John Hervey (7e marquis de Bristol)       | 15 septembre 1954 | 10 mars 1985        | 10 janvier 1999 |
| Frederick Hervey (8e marquis de Bristol)  | 19 octobre 1979   | 10 janvier 1999     |                 |